# بيترو إيكاردي
بيترو إيكاردي (بالإيطالية: Simone Icardi)‏ هو لاعب كرة قدم إيطالي في مركز الوسط، ولد في 13 سبتمبر 1996 في روما في إيطاليا. لعب مع نادي فيرتوس إينتيلا.

## وصلات خارجية
- بيترو إيكاردي على موقع قاعدة بيانات كرة القدم.إي يو (الإنجليزية)
- بيترو إيكاردي على موقع Soccerway.com (الإنجليزية)